# Ligne Namboku du métro de Tokyo
Pour les articles homonymes, voir Ligne Namboku.
La ligne Namboku (東京地下鉄南北線, Tōkyō Chikatetsu Nanboku-sen) est une ligne du métro de Tokyo au Japon gérée par la compagnie Tokyo Metro. Elle relie la station de Meguro à la station de Akabane-Iwabuchi. S'étendant sur une distance de 21,3 km, elle traverse Tokyo du sud au nord en passant dans les arrondissements de Shinagawa, Minato, Chiyoda, Shinjuku, Bunkyō, Toshima et Kita. Elle est également connue comme ligne 7. Sur les cartes, la ligne est de couleur émeraude et identifiée par la lettre N.

## Histoire
La ligne Namboku est une des lignes les plus récentes du réseau. Le premier tronçon entre Komagome et Akabane-Iwabuchi ouvre le 29 novembre 1991. La ligne est ensuite prolongée à Tameike-Sannō en 1997 puis à Meguro en 2001.

## Interconnexions
La ligne est interconnectée à Meguro avec la ligne Meguro de la compagnie Tōkyū et à Akabane-Iwabuchi avec la ligne Saitama Railway.

## Stations
La ligne comporte 19 stations, identifiées de N-01 à N-19.
| Numéro | Station            | Nom japonais | Distance (km) | Correspondances                                                                              | Arrondissement |
| ------ | ------------------ | ------------ | ------------- | -------------------------------------------------------------------------------------------- | -------------- |
| N01    | Meguro             | 目黒         | 0,0           | Toei : Mita Tōkyū : Meguro (interconnexion) JR East : Yamanote                               | Shinagawa      |
| N02    | Shirokanedai       | 白金台       | 1,3           | Toei : Mita                                                                                  | Minato         |
| N03    | Shirokane-Takanawa | 白金高輪     | 2,3           | Toei : Mita                                                                                  | Minato         |
| N04    | Azabu-Jūban        | 麻布十番     | 3,6           | Toei : Ōedo                                                                                  | Minato         |
| N05    | Roppongi-itchōme   | 六本木一丁目 | 4,8           |                                                                                              | Minato         |
| N06    | Tameike-Sannō      | 溜池山王     | 5,7           | Tokyo Metro : Ginza, Chiyoda (à Kokkai-gijidōmae), Marunouchi (à Kokkai-gijidōmae)           | Chiyoda        |
| N07    | Nagatachō          | 永田町       | 6,6           | Tokyo Metro : Ginza (à Akasaka-Mitsuke), Marunouchi (à Akasaka-Mitsuke), Hanzōmon, Yūrakuchō | Chiyoda        |
| N08    | Yotsuya            | 四ツ谷       | 7,9           | Tokyo Metro : Marunouchi JR East : Chūō, Chūō-Sōbu                                           | Shinjuku       |
| N09    | Ichigaya           | 市ケ谷       | 8,9           | Tokyo Metro : Yūrakuchō Toei : Shinjuku JR East : Chūō-Sōbu                                  | Shinjuku       |
| N10    | Iidabashi          | 飯田橋       | 10,0          | Tokyo Metro : Tōzai, Yūrakuchō Toei : Ōedo JR East : Chūō-Sōbu                               | Shinjuku       |
| N11    | Kōrakuen           | 後楽園       | 11,4          | Tokyo Metro : Marunouchi Toei : Mita (à Kasuga), Ōedo (à Kasuga)                             | Bunkyō         |
| N12    | Tōdaimae           | 東大前       | 12,7          |                                                                                              | Bunkyō         |
| N13    | Hon-Komagome       | 本駒込       | 13,6          |                                                                                              | Bunkyō         |
| N14    | Komagome           | 駒込         | 15,0          | JR East : Yamanote                                                                           | Toshima        |
| N15    | Nishigahara        | 西ケ原       | 16,4          |                                                                                              | Kita           |
| N16    | Ōji                | 王子         | 17,4          | JR East : Keihin-Tōhoku Toei : Toden Arakawa (à Ōji-Ekimae)                                  | Kita           |
| N17    | Ōji-Kamiya         | 王子神谷     | 18,6          |                                                                                              | Kita           |
| N18    | Shimo              | 志茂         | 20,2          |                                                                                              | Kita           |
| N19    | Akabane-Iwabuchi   | 赤羽岩淵     | 21,3          | Saitama Railway Corporation : Saitama Railway (interconnexion)                               | Kita           |

## Matériel roulant
La ligne Namboku est parcourue par les trains des compagnies Tokyo Metro, Tōkyū et Saitama Rapid Railway.

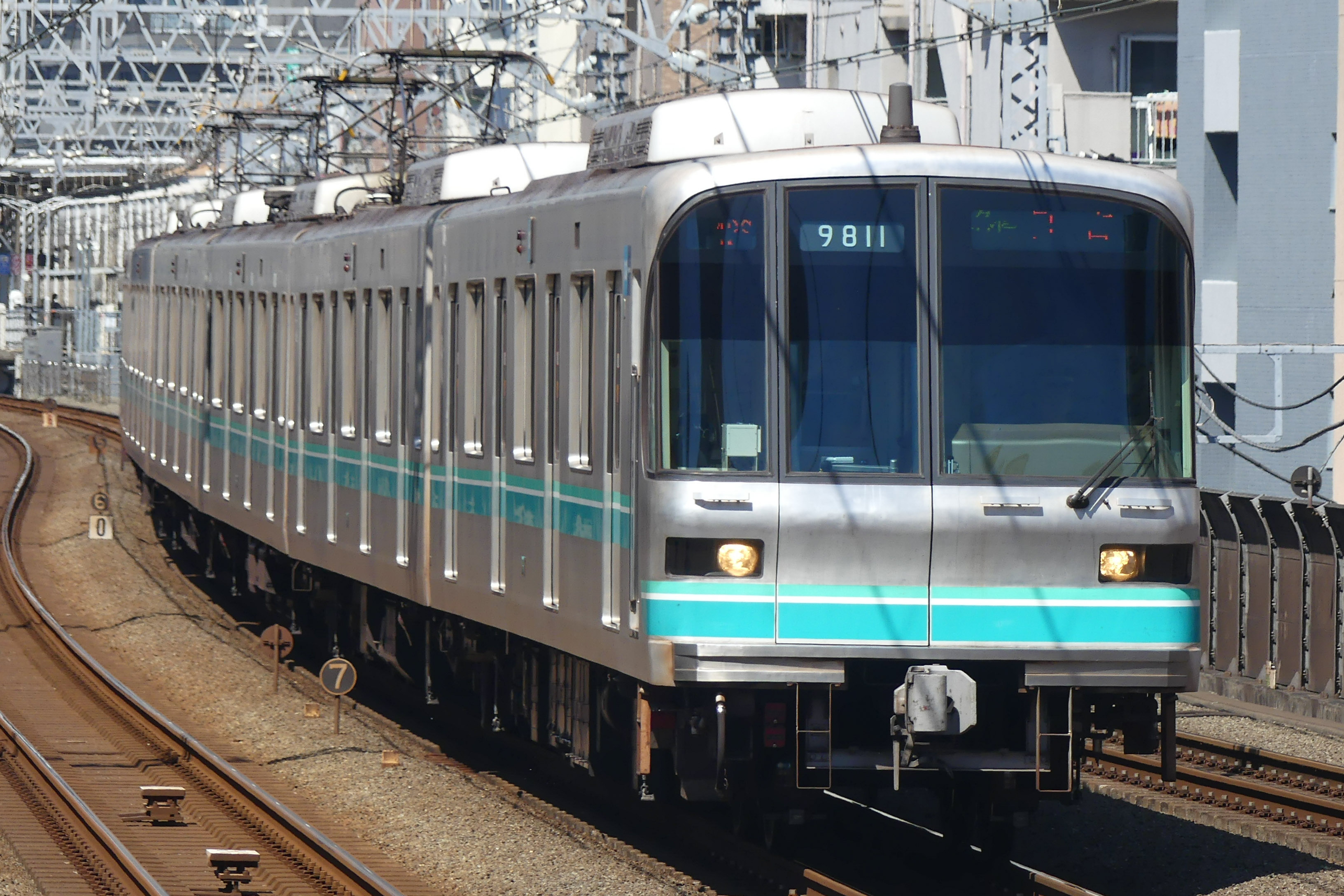
Tokyo Metro série 9000
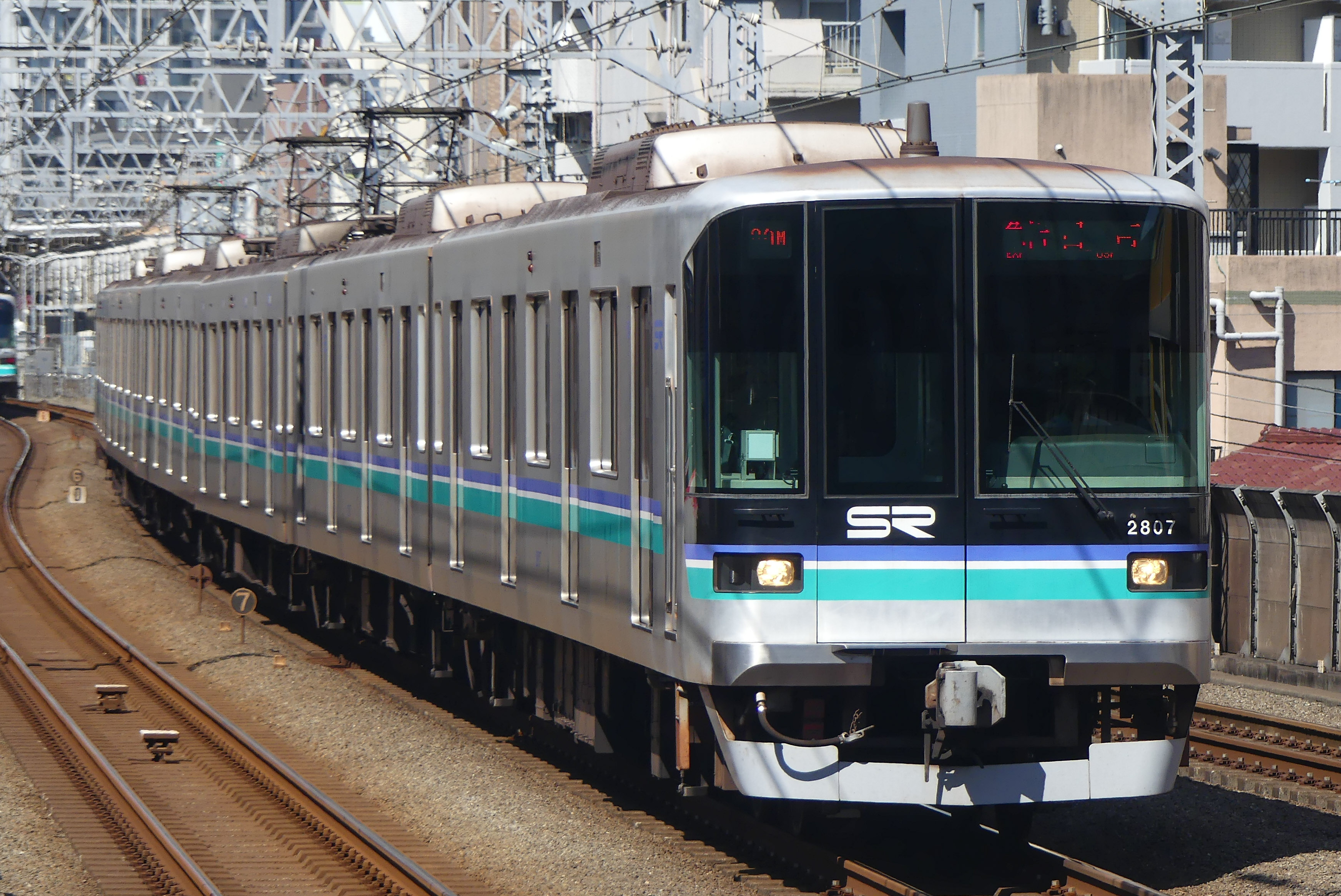
Saitama Rapid Railway série 2000
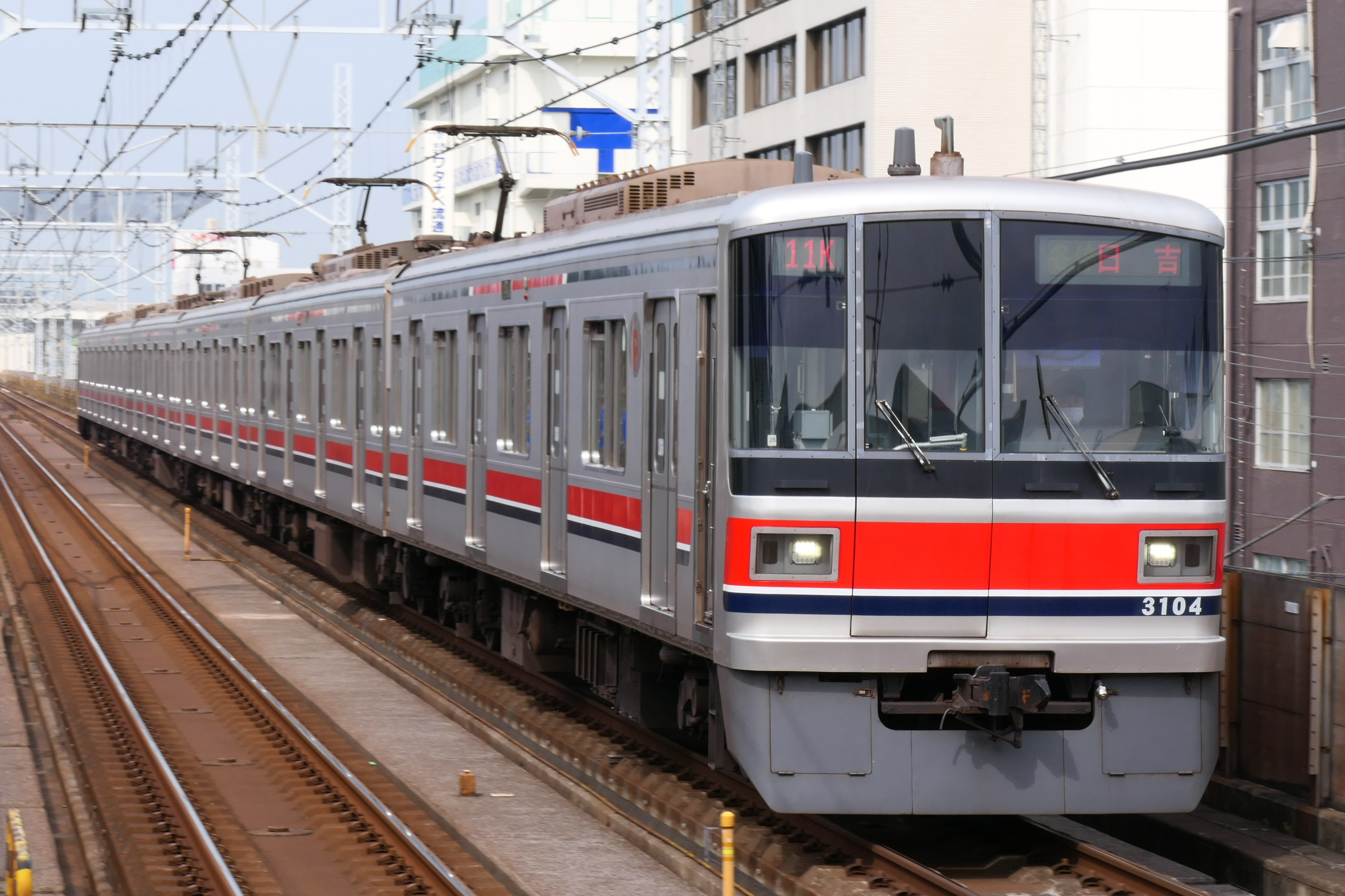
Tōkyū série 3000
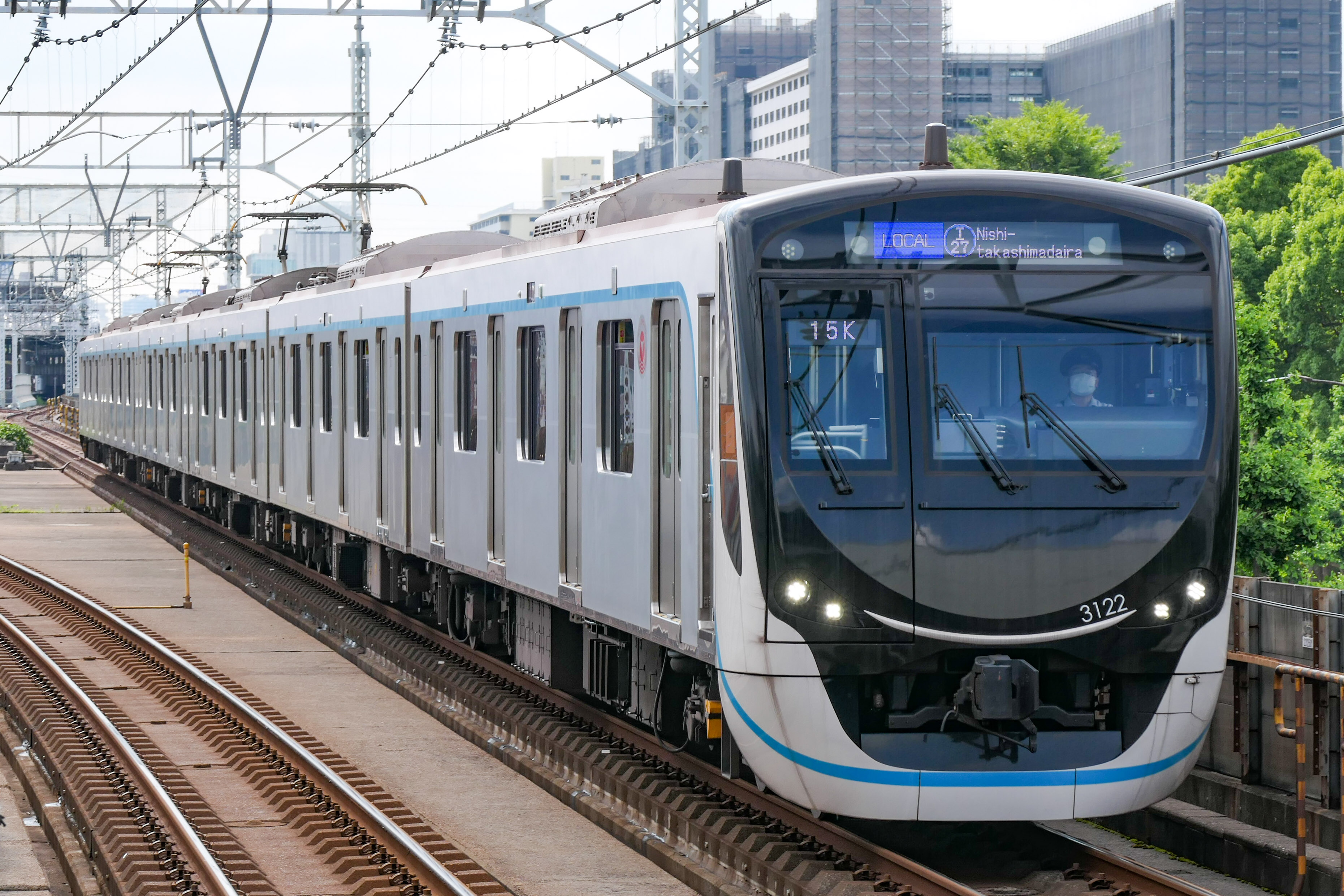
Tōkyū série 3020
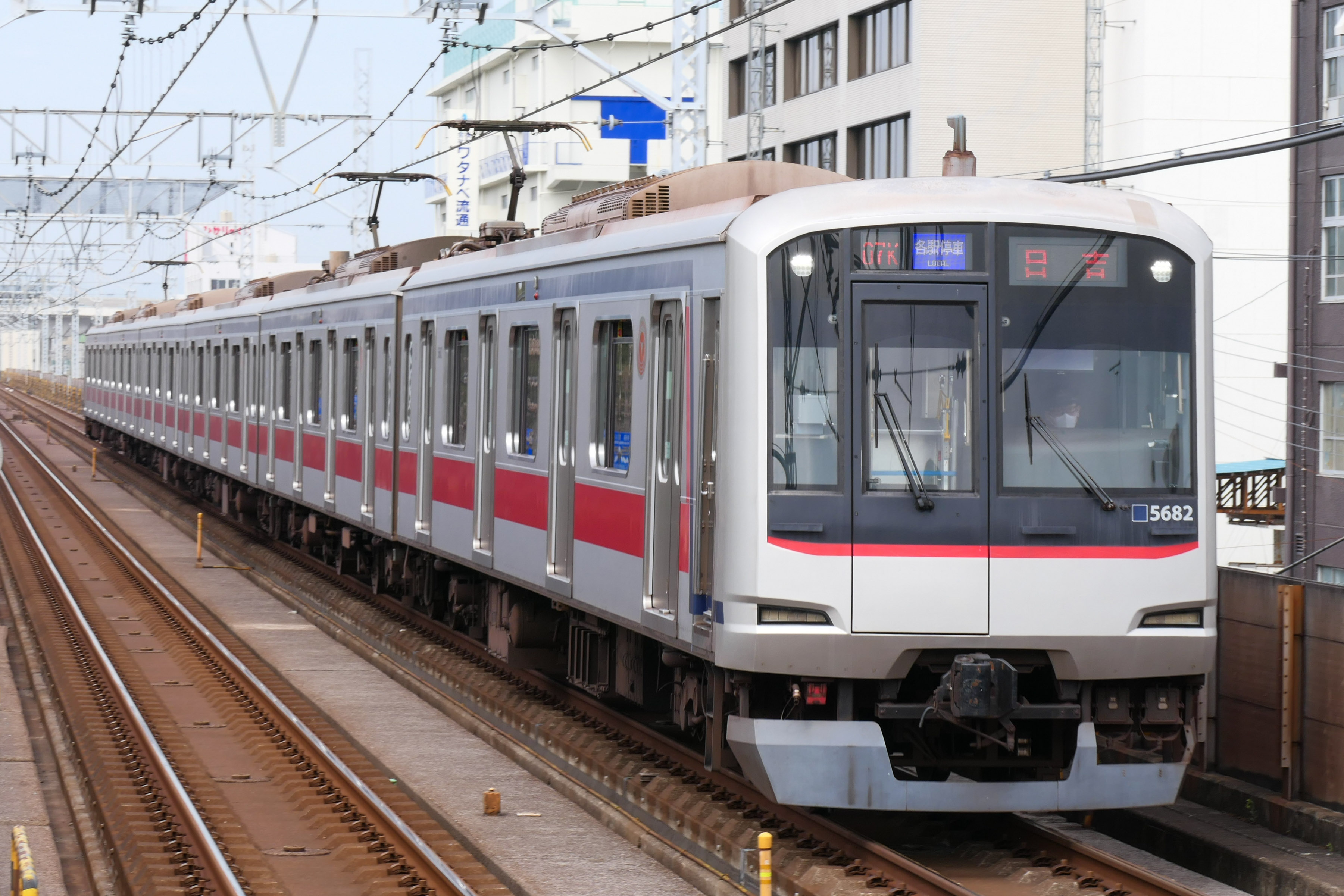
Tōkyū série 5080
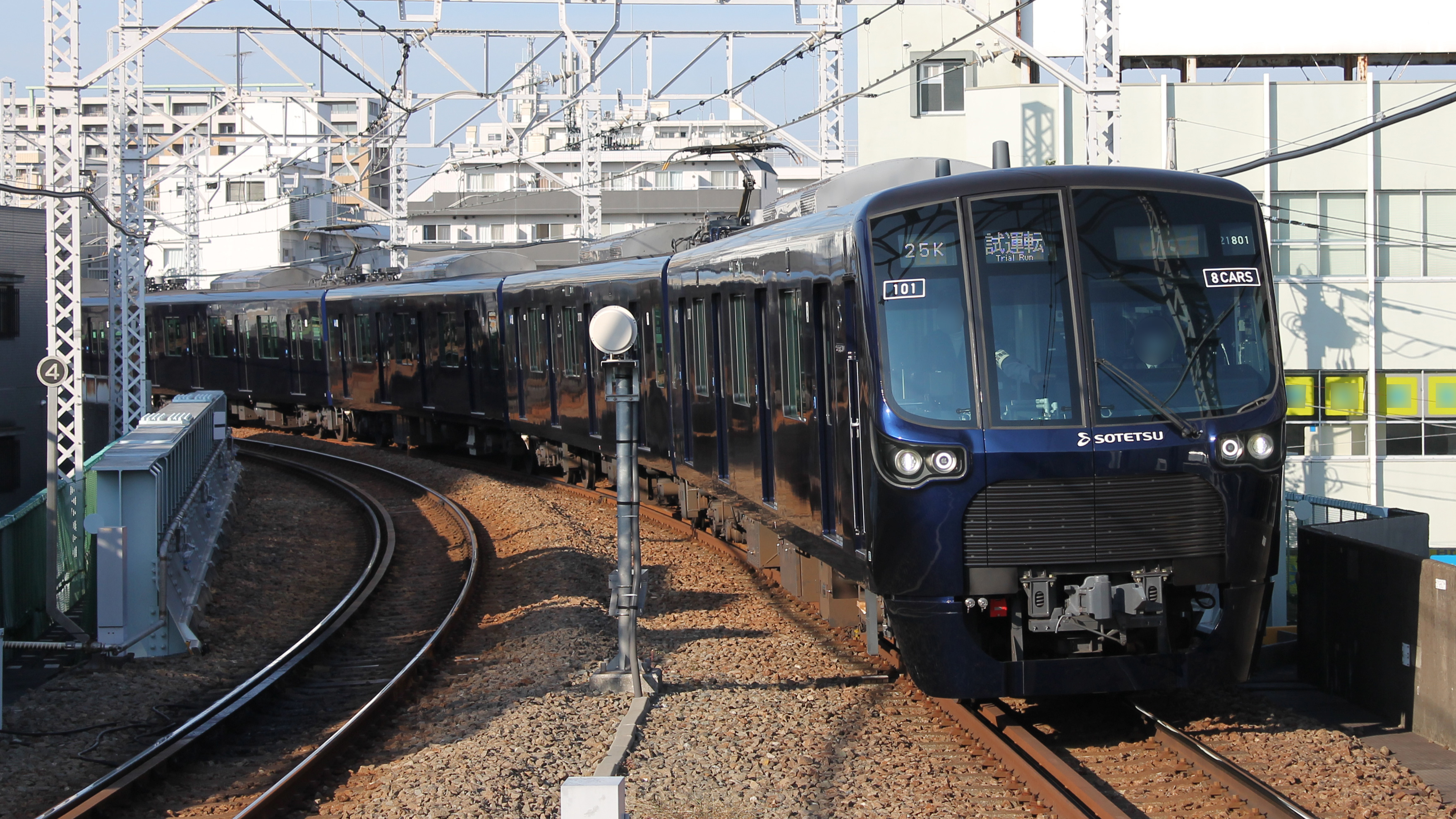
Sotetsu série 21000